# Stone Age (album)
Pour les articles homonymes, voir Stone Age.
Albums de The Rolling Stones
Through the Past, Darkly (Big Hits Vol. 2)
(1969) Gimme Shelter (album)
(1975)
Stone Age est une compilation des Rolling Stones sortie chez Decca en 1971. Il s'agit de la première compilation sortie par Decca et ABKCO après la rupture de contrat avec le groupe.

## Histoire
Les Rolling Stones étaient fortement opposés à la sortie de cet album. Après que le groupe eut rompu le contrat le liant avec Decca (leur maison de disque) et ABKCO qui possédait les droits sur la discographie jusqu'en 1971, ces deux derniers publièrent cette compilation qualifiée de "vengeance" de la part des premiers. Dans une annonce publiée par leurs soins dans les magazines Record Mirror et NME du 20 mars 1971, ils déclarèrent: " Nous ne savions pas ce disque allait être publié. Il est, à notre avis, en dessous de la norme que nous essayons de suivre, à la fois dans le choix des morceaux et dans celui de la conception de la pochette". Les 12 morceaux, datant du milieu des années 1960, ont été choisis parce qu'ils n'avaient jamais été publiés sur un album studio au Royaume-Uni, certains ayant été initialement publiés sur les albums studio américain, d'autres uniquement sur des singles.

## Titres
Toutes les chansons sont composées par Mick Jagger et Keith Richards, sauf si précisé.

### Face A
1. Look What You've Done (McKinley Morganfield)
2. It's All Over Now (Bobby Womack, Shirley Womack)
3. Confessin' the Blues (Walter Brown, Jay McShann)
4. One More Try
5. As Tears Go By (Jagger, Richards, Andrew Loog Oldham)
6. The Spider and the Fly (Nanker Phelge)

### Face B
1. My Girl (Smokey Robinson, Ronald White)
2. Paint It, Black
3. If You Need Me (Wilson Pickett, Robert Bateman, Sander)
4. The Last Time
5. Blue Turns to Grey
6. Around and Around (Chuck Berry)

## Sources
- (en) Cet article est partiellement ou en totalité issu de l’article de Wikipédia en anglais intitulé « Stone Age (album) » (voir la liste des auteurs).